# حسين الكوراني
حسين بن الحاج محمد قاسم الكوراني الياطري العاملي، (1955 - 2019)، عالم دين شيعي، من المنظّرين الأساسيين لنشأة حزب الله اللبناني، تأثّر بفكر حزب الدعوة الإسلامي في البدايات، ثم انضم لصفوف حزب الله. غلَب عليه الاهتمام بجانب الأخلاق والسلوك والوعظ والإرشاد.

## حياته

### ولادته وعائلته
ولد في بلدة ياطر في أقصى جنوب لبنان، في العام 1955، والده هو محمد قاسم كوراني الذي كانت له علاقة خاصة مع السيد عبد الحسين شرف الدين الموسوي، أما أخوه فهو الشيخ علي الكوراني.

### دراسته
تعلم الكوراني القراءة والكتابة والقرآن في كتاتيب قريته ثم دخل المدرسة الرسمية في ياطر ثم سافر إلى النجف الأشرف بالعراق عام 1963م،
بدأ بالدراسة الحوزوية في النجف مبكراً، حيث كان عمره لا يتجاوزالثالثة عشر، وقد تأثّر بأفكار حزب الدعوة الإسلامية هناك وبالسيد محمد باقر الصدر.
وفي أواخر الستينيات عام 1969 ترك النجف واتّجه لإيران حيث تأثّر بأفكار السيد الخميني وثورته الإسلامية. وبقي هناك إلى سنة 1975 حيث استقر لمدة سنة ونصف تقريباً في بلدة الشرقية - قضاء النبطية، ثم عاد لمواصلة دراسته في إيران حيث بقي هناك إلى ى بدايات اندلاع الثورة الإسلامية في إيران، حيث أبعدته سلطات الشاه فرجع إلى لبنان، وبعد انتصار الثورة الإسلامية عاد إلى إيران وشارك في التبليغ في الأهواز، كما أشرف على الإذاعة العربية في الأهواز، وعندما افتتحت الإذاعة العربية في طهران انتقل إلى طهران وعمل في القسم العربي من الإذاعة الإيرانية.

### فيلبنان
بقي في إيران حتى انطلاقة الثورة حيث تم إخراجه كما هو مسجل في حينها على جواز سفره، وبعد ذلك بقي في لبنان وشارك السيد عباس الموسوي في التدريس في حوزة الإمام المنتظر في بعلبك، حيث قام هو بتدريس الأصول والسيرة واللغة الفارسية، كما قام بنشاط تبليغي مكثف في منطقة بعلبك وعند تصاعد المد الثوري في إيران قام بالتعاون مع السيد عباس الموسوي بحملة مكثفة للتواصل مع العلماء والفعاليات المختلفة لتأييد للثورة الإسلامية.

بعد انتصار الثورة عاد إلى إيران في زيارة قرر بعدها أن يتواجد في الأهواز لمواجهة محاولة تحريك العرب في محافظة خوزستان ضد الثورة، وفعلاً توجه مع السيد إبراهيم أمين السيد والسيد منير مرتضى واثنين من المدرسين العراقيين كانا هاجرا من العراق وهما السيد حسين الديواني والأستاذ هاتف الجبوري واستقر الجميع في الأهواز للقيام بنشاط تبليغي دعوي، وبعد مدة تولى الشيخ حسين كوراني إدارة الإذاعة العربية في الأهواز وكانت الإذاعة العربية الوحيدة التي تبث برامجها من إيران، وبعد حوالي السنتين انتقل إلى طهران ليعهد إليه الإشراف على العديد من برامج الإذاعة العربية فيها وكان يشرف على فريق من الكتّاب.
وخلال إقامته في طهران تولى مسؤولية العلاقات العامة لحزب الدعوة الإسلامية، كما شارك في الإعداد لتاسيس حزب الله وبقي في إيران إلى عام 1986 حيث عاد إلى لبنان وركز على التبليغ والأعمال الدعوية. 
تجدر الإشارة إلى أن الشهيد ياسر كوراني هو ابن أخيه الشيخ علي كوراني.
عند عودته، عمل في حقل الإرشاد والتبليغ مع الجيل الثاني من قيادات حزب الدعوة في لبنان أمثال السيد عباس الموسوي والشيخ نعيم قاسم ومحمد رعد وعماد مغنية الشيخ محمد يزبك ومحمد فنيش والشيخ راغب حرب. وأسس المركز الإسلامي الذي ينظم المحاضرات ويصدر الأبحاث والدراسات والكتب كما ويصدر مجلة شهرية باسم (شعائر).

### وفاته
توفي، يوم الخميس في 12 سبتمبر 2019، الموافق 13 محرم، في إحدى مشافي العاصمة اللبنانية بيروت.

## المصنفات

### المؤلفات

#### حول أهل البيت
1. في محراب فاطمة الزهراء - دار الهادي للطباعة والنشر والتوزيع - الطبعة الأولى 2002[2]
2. كرامات المعصومين عليهم السلام - طبع عام 2005.
3. في المنهج: المعصوم والنص[3]

#### حول الإمام المهدي
1. حول رؤية المهدي المنتظر - دار الهادي للطباعة والنشر والتوزيع- الطبعة الأولى 1999[4]
2. رؤية المهدي المنتظر: بحث عقائدي، تاريخي - دار الهادي للطباعة والنشر والتوزيع- 2009
3. آداب عصر الغيبة - المركز الثقافي الإسلامي - دار التعارف - الطبعة الثانية 2005[5]

#### حول الإمام الحسين
1. في محراب كربلاء (7 أجزاء)- دار الهادي للطباعة والنشر والتوزيع - الطبعة الأولى 2004[6]
2. المقتل الوجيز - طبع عام 2005

#### في أعمال الشهور وآدابها
1. أيام معلومات - العشر الأوائل من ذي الحجة - دار الهادي للطباعة والنشر والتوزيع - الطبعة الأولى 2007[7]
2. مناهل الرجاء، أعمال شهور رجب وشعبان ورمضان- دار الملاك - 2003 [8][9][10]
3. آداب شهر شعبان - دار التعارف للمطبوعات[11]
4. إلى ضيافة الله مع رسول الله	 - إصدار مجلة شعائر 2012

#### في شخصية السيد الخميني
1. الإمام الخميني والإستعمار: جذرية الرؤية - الدار الإسلامية - طبع عام 2005[12]
2. الكرامات الغيبية للامام الخميني - دار المحجة البيضاء - الطبعة الأولى 2000
3. بعد 'رجل الدولة' في شخصية الإمام الخميني - الدار الإسلامية - الطبعة الأولى 2001

#### متفرقات
1. تذكرة المتقين[13]
2. كرامات السيد المرعشي النجفي - دار المحجة البيضاء - الطبعة الأولى 2000
3. مقاطعة البضائع الأمريكية -المركز الإسلامي - 2002[14]

#### باللغة الإنجليزية
1. The Infallible and the Text - إصدار البراق 2010[15]

### الترجمات
1. الجهاد الأكبر - المؤلف	 السيد الخميني - ترجمة: الشيخ حسين كوراني
2. الوصية الخالدة	- المؤلف	 السيد الخميني - ترجمة: الشيخ حسين كوراني
3. القلب السليم (جزآن) - تأليف السيد عبد الحسين دستغَيب - ترجمة: الشيخ حسين كوراني - الطبعة الأولى عام 1987 - إصدار دارالبلاغة- بيروت[16]
4. بلسم الـروح - المؤلف	 السيد الخميني - ترجمة: الشـيخ حسـين كَوراني - الطبعة الأولى 1410 والثانية: دار التعارف- بيروت [17]
5. سيماء الصالحين	 -المؤلف	 الشيخ رضا مختاري- ترجمة: الشبخ حسين كوراني - الطبعة الأولى: بيروت دارالبلاغة
6. منازل الآخـرة	 - المؤلف	 : الشيخ عباس القمي - ترجمة: الشيـخ حسين كوراني - الطبعة الأولى: دار التعارف- بيروت.

### مجلة شعائر
يشرف على إصدار مجلة شعائر، هي مجلة شهرية تعنى بالمعرفة الإسلامية والثقافة الأخلاقية، ابتدأت بالصدور في جمادى الثانية 1431 - أيار 2010.

## وصلات خارجية
- محاضرات الشيخ حسين الكوراني في موقع اليوتيوب
- محاضرات صوتية للشيخ حسين الكوراني في موقع صوت الشيعة
- موقع السرائر - الموقع الرسمي للشيخ حسين كوراني